# Перковице
Перковице (пол. Perkowice) — деревня в Бяльском повете Люблинского воеводства Польши. Входит в состав гмины Бяла-Подляская. По данным переписи 2011 года, в деревне проживало 239 человек.

## География
Деревня расположена на востоке Польши, на левом берегу реки Зелявы, на расстоянии приблизительно 10 километров к востоку от города Бяла-Подляска, административного центра повета. Абсолютная высота — 137 метров над уровнем моря. К северу от населённого пункта проходит национальная автодорога 2.

## История
Согласно «Справочной книжке Седлецкой губернии на 1875 год» деревня входила в состав гмины Сидорки Бельского уезда Седлецкой губернии. В период с 1975 по 1998 годы входила в состав Бяльскоподляского воеводства.

## Население
Демографическая структура по состоянию на 31 марта 2011 года:
|         | Всего | До трудоспособного возраста | Трудоспособного возраста | Старше трудоспособного возраста |
| ------- | ----- | --------------------------- | ------------------------ | ------------------------------- |
| Мужчины | 111   | 19                          | 74                       | 18                              |
| Женщины | 128   | 24                          | 73                       | 31                              |
| Всего   | 239   | 43                          | 147                      | 49                              |

## Транспорт
В деревне находится одноимённая станция железнодорожной линии Варшава-Центральная — Тересполь.